# Mazogs
Mazogs es un videojuego de laberinto desarrollado por Softsync y publicado en 1982 para el Timex TS-1000. Otra versión fue programada por Don Priestley y publicada para el ZX81 por Bug-Byte.

## Mecánica del juego
El jugador tiene que cruzar un gran laberinto con su personaje para encontrar un tesoro. A continuación, debe volver al punto de partida. Al principio, todavía está desarmado y muere inmediatamente si entra en contacto con una criatura no especificada o no reconocible. Hay espadas escondidas en varios lugares que permiten matar a los monstruos. En ciertos puntos de las paredes puedes dirigirte a una figura que luego muestra el camino correcto hacia el tesoro.
El título ahora se considera un clásico y es uno de los mejores juegos en la computadora doméstica Sinclair ZX81.

## Recepción
Dick Olney de Personal Computer World dijo: "En general, este es sin duda uno de los mejores juegos de este tipo que he jugado con la ZX81.
Arthur B. Hunkins para Compute! dijo "Mazogs es un excelente juego para un jugador, tesoro / laberinto (...) Sus gráficos de pantalla completa hacen un excelente uso de la capacidad de Sinclair / Timex".
Fred Blechman de Electronic Fun with Computers & Games dijo: "Muy recomendable, a menos que ya tenga presión arterial alta".